# Onore e lealtà
Onore e lealtà (My Honor Was Loyalty – Leibstandarte) è un film del 2016 diretto da Alessandro Pepe. Il film indipendente è interamente autoprodotto dal regista.

## Trama
L'Unterscharführer (sergente) Ludwig Herckel, devoto e patriottico soldato della 1. SS-Panzer-Division "Leibstandarte SS Adolf Hitler" è a capo di un piccolo plotone di soldati, che durante la seconda guerra mondiale, spostandosi in diversi teatri bellici dei fronti orientale e occidentale, si ritrova a combattere contro i suoi stessi principi allo scopo di restare vivo insieme ai suoi amici e tornare a casa dalle proprie famiglie.
Sotto il comando del tenente Kolbe, stringe forte amicizia con altri due soldati semplici, Steiner e Scholl, e col tempo diventano molto uniti. Affrontano diverse battaglie insieme ed Herckel tiene un diario personale indirizzandolo alla propria moglie Margarite.
Dopo la ritirata sul fronte orientale in Ucraina contro l'avanzata dell'Unione Sovietica, viene trasferito in Normandia per tentare di arrestare l'Operazione Overlord degli Stati Uniti. In seguito ad un violento scontro, Herckel si ritrova solo disperso nei boschi dove incontra un disertore della Wehrmacht, Hermann Dietwolf, che gli racconta la verità sui campi di concentramento e della sua paura che la Gestapo catturi la moglie Eleonor che ha segretamente origini ebree.
Herckel si ritrova quindi a dover combattere contro i suoi stessi dubbi, ma non volendo tradire la sua patria, non può fare altro che continuare a combattere nella speranza di ritornare a casa da sua moglie.

## Produzione
Il film fu inizialmente un progetto per un cortometraggio chiamato "Ich bin nicht dein Feind" (io non sono il tuo nemico), ma il regista riuscì a convincere PROGETTO900 a prolungare le riprese, per la realizzazione della pellicola.
Il lungometraggio autoprodotto da Alessandro Pepe iniziò ad essere girato nel 2012, senza alcun tipo di supporto finanziario, il che ha comportato una durata delle riprese diluite in tre anni. Le riprese furono girate tra l'altro a Migliandolo (Portacomaro), Cave di Moleto (Ottiglio) e presso la stazione di Altavilla Monferrato.
Per la realizzazione del lungometraggio il regista si avvalse del gruppo di rievocatori torinese Progetto 900, che mise a disposizione le comparse e i mezzi storici per la maggior parte delle riprese. A film concluso, il regista ha dichiarato di aver speso circa 15.000€.
Nel film viene fatto riferimento ad un incendio di una città italiana nella zona di Cuneo. Il luogo in questione è Boves, località in cui avvenne un sanguinoso eccidio nel 1943 compiuto dalla stessa 1ª Divisione SS.

## Distribuzione
La pellicola è stata distribuita sulla piattaforma Netflix a partire da marzo 2017.